# 大衛·海特
大衛·海特（英語：David Hayter，1969年2月6日—），美國男演員、編劇、製片人和導演。知名於電子遊戲系列《潛龍諜影》中固蛇和裸蛇的英語版配音，他也憑藉編寫《X戰警》（2000年）劇本而贏得土星奖最佳剧本。2014年推出長片導演處女作《狼人鎮》。

## 早期生活
大衛·海特出生於加利福尼亚州聖莫尼卡，父親史蒂芬（Stephen）從事製藥業。海特9歲起開始參與表演，且絕大多數的童年都在世界各地度過。15歲時曾搬到日本神户市，1987年成為當地加拿大學院的國際畢業生後，他在美國伦斯勒理工学院就讀了兩年，接著轉學至加拿大多倫多的懷雅遜大學；停留此地至20歲後搬到了美國好萊塢。

## 外部連結
- 官方网站
- 大衛·海特在互联网电影资料库（IMDb）上的資料（英文）